# Dolomedes transfuga
Espèce
Dolomedes transfuga est une espèce d'araignées aranéomorphes de la famille des Dolomedidae.

## Distribution
Cette espèce est endémique du Congo-Brazzaville.

## Description
Le mâle holotype mesure 21 mm.

## Systématique et taxinomie
Cette espèce a été décrite par Pocock en 1900.

## Publication originale
- Pocock, 1900 : « On the scorpions, pedipalps and spiders from tropical West-Africa, represented in the collection of the British Museum. » Proceedings of the Zoological Society of London, vol. 1899, p. 833-885 (texte intégral).